# Molay (Alta Saona)
Molay è un comune francese di 70 abitanti situato nel dipartimento dell'Alta Saona nella regione della Borgogna-Franca Contea.

## Società

### Evoluzione demografica

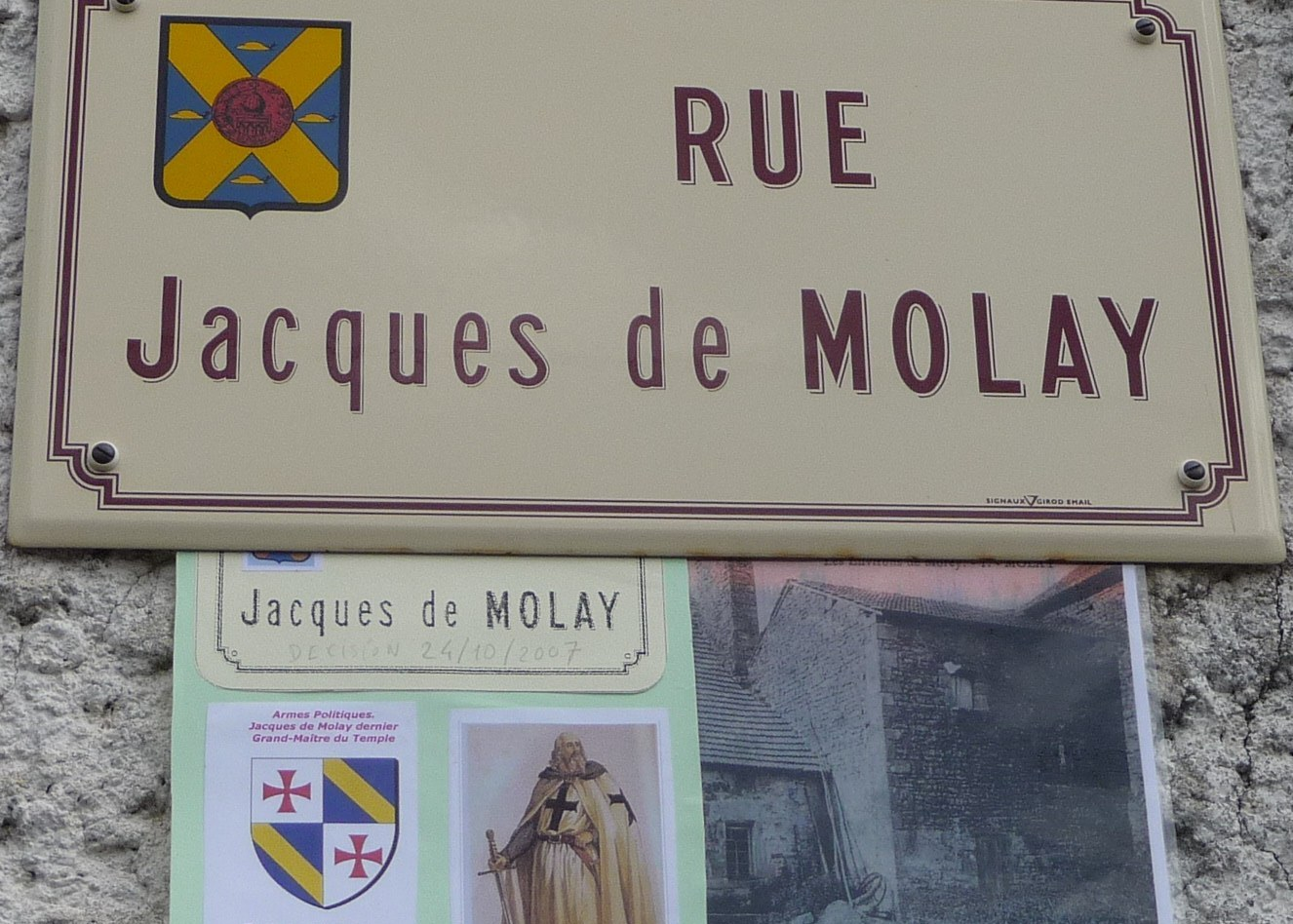
24 octobre 2007 présentation de la rue Jacques de Molay en remplacement de rue de la Mairie

Abitanti censiti